# تپه شماره ۲ قشلاق
تپه شماره ۲ قشلاق مربوط به دوران‌های تاریخی پس از اسلام است و در شهرستان آبیک، روستای قشلاق واقع شده و این اثر در تاریخ ۱۷ اسفند ۱۳۸۱ با شمارهٔ ثبت ۷۵۵۲ به‌عنوان یکی از آثار ملی ایران به ثبت رسیده است.